# Mathilde Franziska Anneke

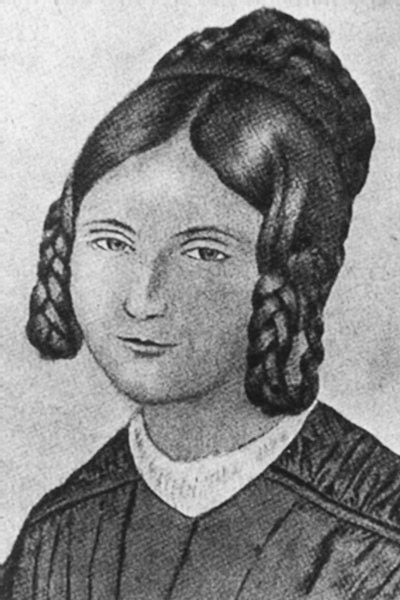
Mathilde Franziska Anneke, um 1840

Mathilde Franziska Anneke (* 3. April 1817 auf Gut Oberleveringhausen in Hiddinghausen, heute zu Sprockhövel; † 25. November 1884 in Milwaukee, Wisconsin) war eine deutsche Schriftstellerin und Journalistin und eine der führenden Personen der US-amerikanischen Frauenbewegung.

## Leben

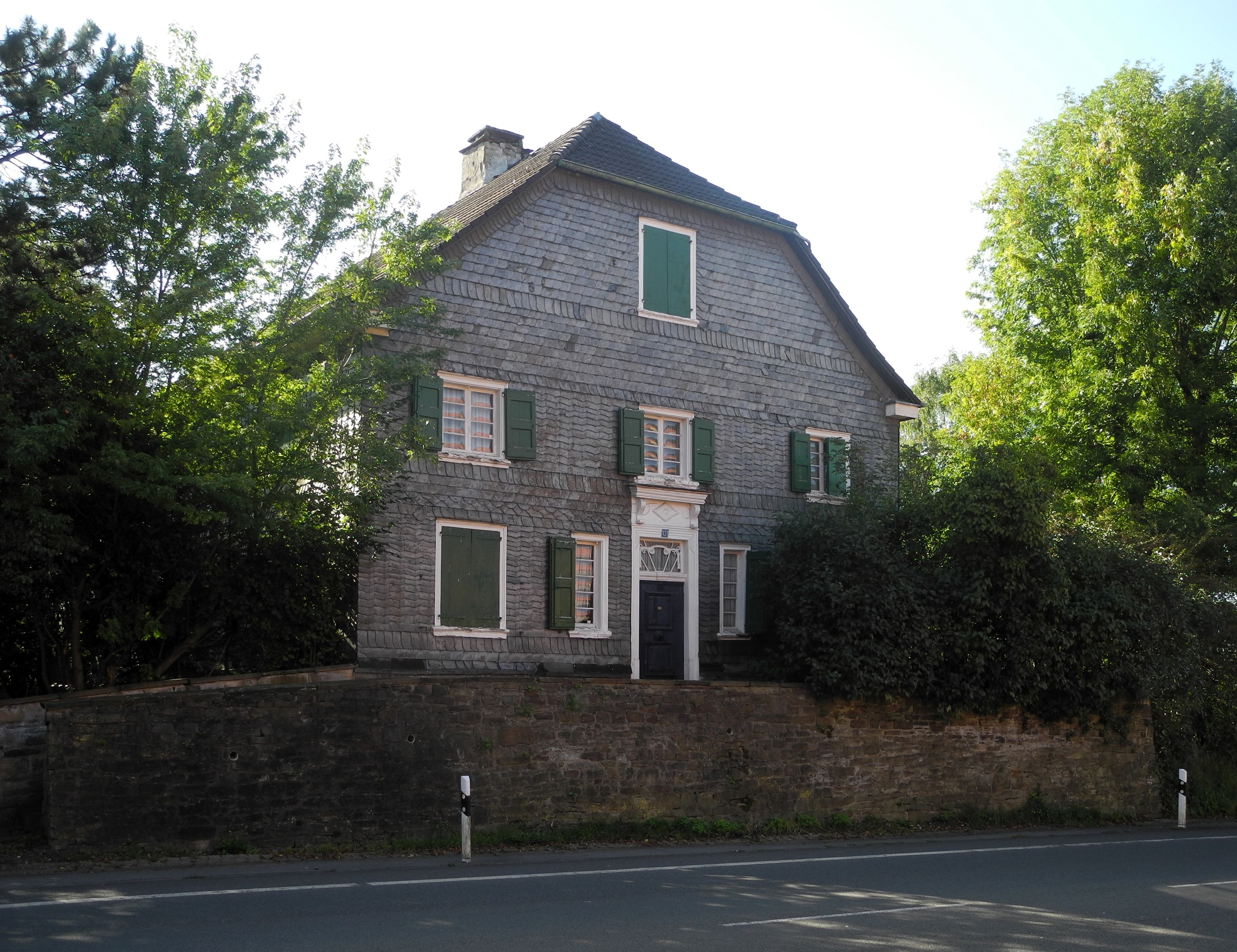
Gut Oberleveringhausen, Geburtshaus von Mathilde Franziska Anneke

### Katholische Bürgerstochter und romantische Schriftstellerin in Westfalen (1817–1847)
Mathilde Franziska Anneke, geborene Giesler, war das älteste der insgesamt zwölf Kinder des wohlhabenden Guts- und Bergwerksbesitzers Karl Giesler und dessen Ehefrau Elisabeth, geborene Hülswitt, die aus Lüdinghausen stammte. Sie wurde konservativ katholisch erzogen und erhielt ihre Schulbildung durch Hauslehrer. Nach dem Urteil von Zeitgenossen war Anneke gebildet, hübsch und mit einer Größe von angeblich 1,80 m schon als junge Frau eine imposante Erscheinung.
Im Jahr 1820 zog die Familie nach Blankenstein und 1834 nach Hattingen. Der Vater hatte sich mit Aktien einer geplanten pferdebetriebenen Kohlen-Eisenbahn verspekuliert, und die Familie musste den finanziellen Problemen Rechnung tragen. Mit 19 Jahren heiratete Mathilde Franziska 1836 den Mülheimer Weinhändler Alfred Philipp Ferdinand von Tabouillot. Dieser übernahm die Schulden der Eltern.
Am 27. November 1837 wurde die gemeinsame Tochter Johanna („Fanny“) geboren. Im Dezember 1837 verließ Mathilde Franziska samt Tochter den gewalttätigen Ehemann, kehrte zu ihren Eltern zurück und lebte für die nächsten Jahre in Wesel am Niederrhein. Da sie in der Rheinprovinz geheiratet hatte, in der das französische Zivilrecht galt, konnte sie die Scheidung einreichen. Von 1838 bis 1840 dauerte der Scheidungsprozess, der damit endete, dass die Ehefrau zwar schuldig gesprochen wurde, sie aber ihren Geburtsnamen wieder annehmen durfte und ihr das Sorgerecht für ihre Tochter zugesprochen wurde. Mathilde Franziska erhielt gemeinsam mit ihrer Tochter ein Jahr lang als Unterhalt monatlich 8 Taler, was sie selbst als nicht angemessen einschätzte.
Die geschiedene Frau lebte in Münster, wo sie als Schriftstellerin tätig wurde und bald zum Kreis um Annette von Droste-Hülshoff gehörte. In dieser Zeit versuchte sie im katholischen Glauben Trost zu finden; Ausdruck fand dies u. a. in der Publikation zweier Gebetbücher für Frauen.
Aber danach wandte sie sich von der Kirchenlehre ab. Sie soll jetzt über eines der von ihr verfassten Gebetbücher die Zeile des Prometheus: Von Göttern, die der Mensch in seiner Not erschuf gesetzt haben. Auch in einem Artikel über ihren Umzug nach Köln ist zu lesen, dass sie sich jetzt mit Philosophie befasste und keine Kirchenlehren mehr vertrat. Die zunächst fromme Biedermeier-Autorin übernahm jetzt politisch und gesellschaftlich wirksame Ideen und vertrat sie auch nach außen.
Im Jahr 1840 veröffentlichte sie einen Gedichtband, der nicht nur Eigenes, sondern auch Lyrisches von Ferdinand Freiligrath, Nikolaus Lenau, Lord Byron und Annette von Droste-Hülshoff enthielt. Daneben begann sie auch journalistisch zu arbeiten, unter anderem für die Kölnische Zeitung und die in Augsburg erscheinende Allgemeine Zeitung, damals die wohl bekannteste deutschsprachige Zeitung, für die auch Heinrich Heine schrieb.

### Frauenrechtlerin und revolutionäre Sozialistin in Köln (1847–1849)
Vermutlich in Münster lernte sie ihren späteren Ehemann kennen, den dort stationierten Artillerie-Leutnant Fritz Anneke, der 1847 wegen Verweigerung eines Duells unehrenhaft aus der preußischen Armee entlassen wurde. Er stammte aus der evangelischen Familie Annecke aus der Gegend von Quedlinburg. Gemeinsame Bekannte des Paares aus der Münsteraner Zeit waren der junge Student Friedrich Hammacher, der später einer der bedeutendsten Wirtschaftsführer des Ruhrgebiets werden sollte, und dessen Frau, mit denen sie auch noch aus den USA eine rege Korrespondenz pflegten. Am 3. Juni 1847 heiratete sie Fritz Anneke in der evangelischen Kirche in Neuwied. Wenige Tage später, am 26. Juni 1847, starb ihr Vater. Das Paar ließ sich in Köln nieder. Dort wurden sie bald zum Mittelpunkt eines kommunistisch-ästhetischen Zirkels, aus dem später der Kölner Arbeiterverein entstand. Durch ihren Ehemann kam Mathilde Franziska Anneke mit der Tagespolitik in Berührung. Sie lernte Karl Marx und Friedrich Engels kennen. Auch konnte sie Kontakte zu Georg Herwegh, Ferdinand Freiligrath und Ferdinand Lassalle knüpfen. Über ersteren lernte sie auch den Maikäferbund kennen. Die Annekes waren eng mit Moses Hess befreundet, der später der Vater des politischen Zionismus werden sollte.
Kurz nachdem Fritz Anneke am 3. Juli 1848 verhaftet worden war, brachte Mathilde Anneke am 21. Juli 1848 ihr erstes gemeinsames Kind Fritz zur Welt. Ein paar Wochen später gründete sie in Köln die Neue Kölnische Zeitung, deren erste Ausgabe am 10. September erschien, aber bald der Zensur zum Opfer fiel. Anneke versuchte, sie unter dem tarnenden Titel Frauenzeitung (erste Ausgabe am 27. September) fortzuführen, doch auch diese musste ihr Erscheinen nach der dritten Ausgabe einstellen. Als Karl Marx 1849 aus Köln ausgewiesen wurde und seine Neue Rheinische Zeitung verboten wurde, empfahl er in seiner letzten Ausgabe seinen Lesern die Lektüre der Anneke-Publikation. Am 23. Dezember 1848 wurde ihr Ehemann in einem aufsehenerregenden Prozess in Berlin freigesprochen.

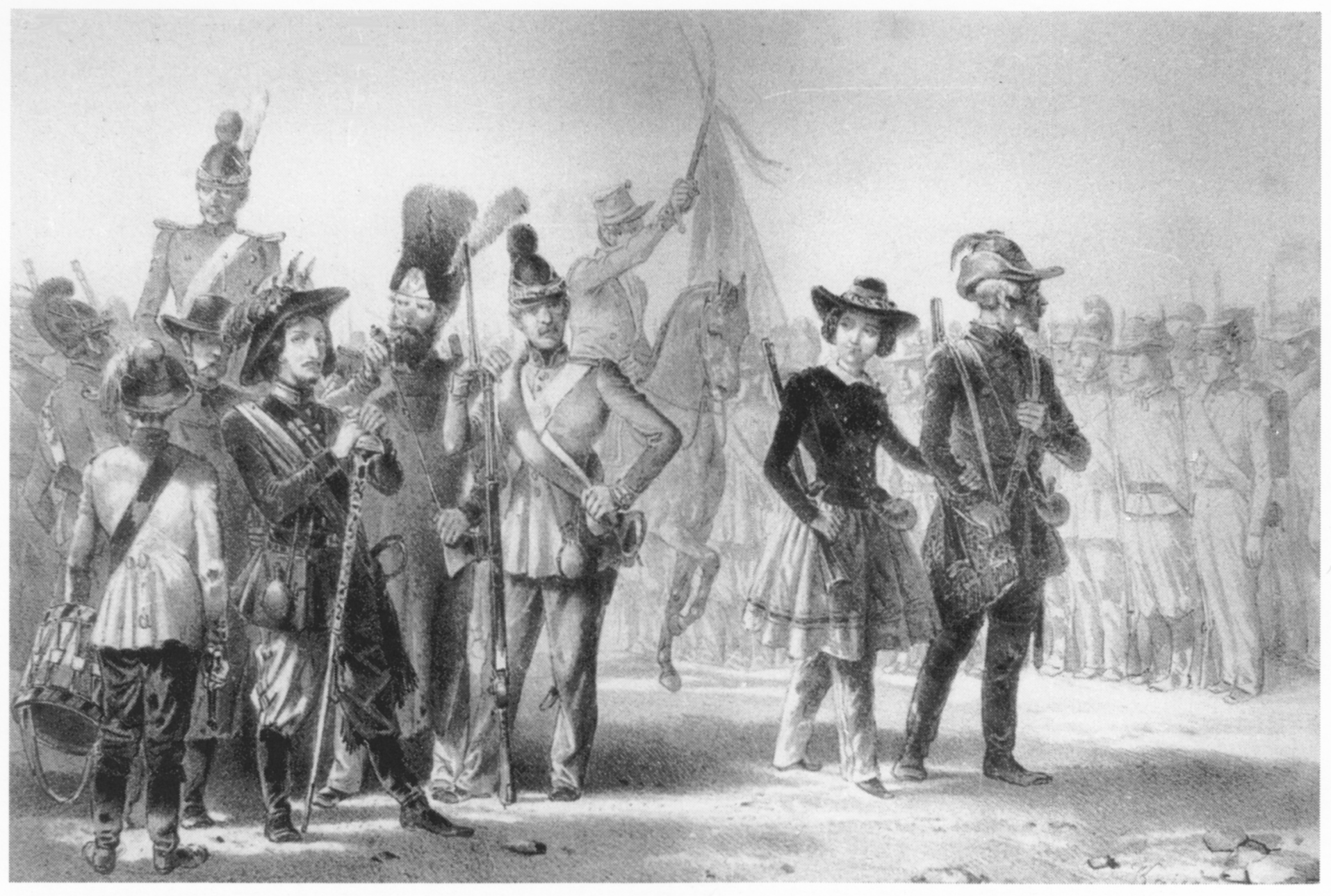
Lithographie von Friedrich Kaiser. Pfälzische Revolutionssoldaten 1849, darunter rechts Mathilda Franziska und Fritz Anneke

### Ordonnanzoffizierin in den Reichsverfassungskämpfen in der Pfalz und in Baden 1849
Während der Reichsverfassungskampagne 1849 in der Pfalz und in Baden befehligte Fritz Anneke die Artillerie der Pfälzischen Volkswehr, eine Truppe von etwa 1200 Mann. Adjutant von Anneke war der junge Carl Schurz. Schurz und andere Zeitzeugen berichteten übereinstimmend bewundernd von Annekes Ehefrau, die ihrem Mann als Ordonnanz und Kurier zur Seite stand. Über ihre Erlebnisse im badisch-pfälzischen Feldzug veröffentlichte sie später ein Buch (s. u.). Die Annekes standen linken Volkswehr-Offizieren wie Gustav Struve, Wilhelm Liebknecht und Friedrich Engels nahe und wurden zusammen mit diesen von der badischen Revolutionsregierung kurzzeitig festgenommen, da sie einen Kompromiss mit den anrückenden Preußen ablehnten, weil dieser zur Folge gehabt hätte, dass der ehemalige preußische Offizier Anneke wegen Verrats hingerichtet worden wäre. Als am 23. Juli 1849 preußische Truppen die Festung Rastatt einnahmen, floh das Ehepaar über Straßburg, wo sie bei ihrem alten Kölner Freund Moses Hess Unterschlupf fanden, in die Schweiz. Als sie im Oktober desselben Jahres von Le Havre aus ins US-amerikanische Exil aufbrachen, wurden sie von vielen Achtundvierzigern begleitet.

### Frauenrechtlerin, Schulleiterin und Aktivistin gegen die Sklaverei (USA, 1849–1884)
Im November 1849 landeten sie in New York. Von dort sandte Mathilde Franziska Anneke an die Frauen in Deutschland als Gruß das Gedicht Im Exil:
Ihr habt mich wohl schon längst vergessen,

Ihr Glücklichen daheim am Ort,

Ich, ob verbannt, bin noch vermessen,

Von euch zu träumen immerfort.

Den Kopf ihr schüttelt, mich zu schelten,

Wohl habt ihr mich doch einst geliebt,

Dies eine nur will ich entgelten:

Ich lieb’ euch fort noch ungetrübt.

Ich schleiche täglich noch hinüber

Und lausch an eurem Riegelein,

Ich schließ' euer Bildnis immer lieber

Mir tief, recht tief im Herzen ein.

Zwar hör’ ich unseren Glauben schelten

Und daß ich unsere Fahne trug

Voran zu unsres Lagers Zelten,

Voran auf unserm Kreuzeszug.

Ich höre alles still geduldig,

Wie ihr mit argen Worten droht;

Und bin doch nicht so schlimm und schuldig,

Ist auch die Fahne blutigrot.

Denn dieser Fahne Flammenzeichen

Ist Menschenlieb’, ist heilig Blut,

Durch dessen Flut wir über Leichen

Hinströmen in heil'ger Kampfesglut.

Zur Freiheit, oh, zur einzig wahren—

Von der ihr Armen euch nichts träumt,

Die euch und uns, zerstreute Scharen,

Versöhnt und liebend einst vereint.

Lebt wohl! Ich will euch nichts entgelten,

Nur dies: Daß ihr mich einst geliebt!

Mein Glaube, der versöhnet Welten:

Mein Glaube allen den Himmel gibt.
Im März 1850 ließ sich das Ehepaar Anneke in Milwaukee nieder. Mit Vorträgen über die deutsche Politik und deutsche Literatur verdienten sie sich ihren Lebensunterhalt. Zudem wurde Mathilde Franziska Korrespondentin für deutsche Zeitungen in den USA und Deutschland, u. a. schrieb sie wie auch ihr Mann Fritz weiterhin für die Allgemeine Zeitung. Am 20. August 1850 wurde ihr Sohn Percy Shelley geboren, der später ein erfolgreicher und bekannter Unternehmer in Duluth wurde und 1928 in Kalifornien starb. Percys Fitgers-Brauerei überlebte erfolgreich die Prohibition mit alkoholfreien Erfrischungsgetränken und Boxpromotion (Max Schmeling boxte 1928 bei Fitgers) und war später eine der ersten Brauereien in den USA, die Dosenbier verkaufte. Percys Sohn Victor leitete die Brauerei bis 1944, sie konnte bis 1972 dem Druck der übermächtigen Konzerne in Milwaukee standhalten und ist seit 1984 ein National Historic Monument und Erlebnishotel.

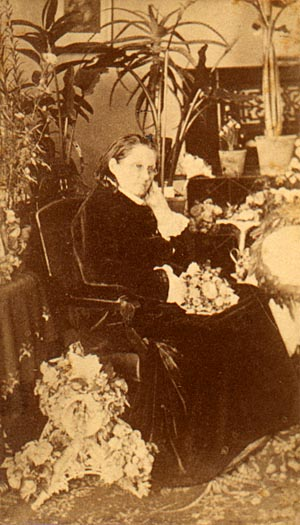
Altersbildnis von Mathilde Franziska Anneke

Im Jahr 1851 holte Anneke ihre Mutter und ihre beiden Schwestern Johanna und Maria zu sich nach Milwaukee. Am 1. April 1852 erschien die erste Ausgabe ihrer deutschsprachigen Frauen-Zeitung in Milwaukee. Dies war ein radikales Blatt ganz im Dienst der Gleichberechtigung. Mit dieser Veröffentlichung erntete sie von nahezu der gesamten deutschsprachigen Presse Hohn und Spott. Dafür wurden Elizabeth Cady Stanton und Susan B. Anthony auf sie aufmerksam.
Im Herbst 1852 erfolgte ein Umzug nach New Jersey. Am 6. Dezember 1853 trat Anneke zum ersten Mal vor einer US-amerikanischen Frauengemeinde in New York auf. In dieser Zeit bekam sie auch Kontakt zur American woman’s rights movement. Auf deren Kongress in New York 1853 hielt sie dann auch eine ihrer flammenden Reden gegen Prohibition, Nationalismus, Klerikalismus und Ungleichheit der Geschlechter. Sehr bald begann sie auch, mit Artikeln und Kurzgeschichten in deutschsprachigen Medien gegen die Sklaverei zu agitieren und unterstützte die Abolitionisten.
Am 5. Dezember 1855 wurden die Zwillinge Herta und Irla geboren. Am 6. März 1858 starben die Kinder Fritz und Irla an den Pocken. Der Vater hatte sich geweigert, mit seiner Familie an einer Impfung teilzunehmen.
Im Mai 1858 erfolgte ein Umzug zurück nach Milwaukee. Genau ein Jahr darauf reiste Fritz Anneke nach Europa ab. Am 21. Juni 1860 folgte ihm seine Ehefrau, inzwischen schwer leberkrank, in die Schweiz. Als am 23. September 1861 Fritz Anneke in die USA zurückkehrte, trennte sich das Ehepaar, ließ sich aber nie offiziell scheiden. Bis zu ihrer Rückkehr in die USA arbeitete Anneke als Journalistin und unterstützte auch Mary Booth bei ihrer Arbeit.
Im Juli oder August 1865 kehrte Anneke nach Milwaukee zurück. Schon vier Wochen später gründete sie zusammen mit ihrer Freundin Cecilia Kapp das Milwaukee-Töchter-Institut. Kapp wurde später Professorin am Vassar College und war die Cousine des Schriftstellers und Politikers Friedrich Kapp. Diese Mädchenschule hielt ihren gesamten Unterricht in deutscher Sprache ab und war 18 Jahre in Betrieb.
Im Dezember desselben Jahres starb ihre Mutter. Im Jahr 1869 war Anneke eine der Mitbegründerinnen der Wisconsin Woman Suffrage Association. Für diesen Verein trat sie auf mehreren Kongressen der National Woman Suffrage Association auf und wurde auch zu ihrer ersten Vize-Präsidentin gewählt.
Am 6. Dezember 1872 starb Fritz Anneke in Chicago. Durch einen Unfall im Juli 1876 blieb ihre rechte Hand gelähmt, und sie musste fortan alles diktieren. Im darauffolgenden Herbst starb ihre älteste Tochter Fanny. Am 5. Juni 1880 trat Mathilde Franziska zum letzten Mal öffentlich auf und hielt eine vielbeachtete Rede beim Frauenkongress in Milwaukee.
Im Alter von 67 Jahren starb Mathilde Franziska Anneke in Milwaukee. Bei den Feierlichkeiten der Beerdigung hielt Charles Hermann Boppe eine ergreifende Grabrede. Ihr Grab befindet sich auf dem Forest Home Cemetery, Sektion 15, Block 3, Lot 2.

## Ehrungen
Am 10. November 1988 (Erstausgabetag) ehrte die Deutsche Bundespost Mathilde Franziska Anneke mit einer Briefmarke in der Serie Frauen der deutschen Geschichte.
Am Kölner Rathausturm wurde auf Betreiben des Kölner Frauengeschichtsvereins und finanziert von der Kölner Arbeitsgemeinschaft sozialdemokratischer Frauen (ASF) Mathilde Anneke durch eine Skulptur geehrt.
Seit 2010 wird von den Städten Hattingen und Sprockhövel der Anneke-Preis für „herausragende Verdienste im Einsatz für Frauenrechte“ vergeben.

### Straßen, Plätze, Gebäude, Einrichtungen, die nach Mathilde Anneke benannt sind
- Köln-Ossendorf: Franziska-Anneke-Str.
- Münster: Mathilde-Anneke-Weg und seit dem 5. Februar 2018 trägt die Gesamtschule Münster-Ost den Namen Mathilde-Anneke-Gesamtschule, Städtische Gesamtschule.
- Offenburg: Mathilde-F.-Anneke-Str.
- Sprockhövel: Mathilde-Anneke-Str. und seit dem 1. Januar 2014 trägt die örtliche Hauptschule den Namen Mathilde-Anneke-Schule
- Viernheim: Mathilde-Franziska-Anneke-Str.
- Wesel: Franziska-Anneke-Weg
- Milwaukee: Infoladen The Mathilde Anneke Infoshop im Sozialen Zentrum Cream City Collectives

## Werke
- Des Christen freudiger Aufblick zum ewigen Vater. Wesel 1839
- Der Heimathgruß. Eine Pfingstgabe. Johann Bagel, Wesel 1840. Goethe-Universität Frankfurt am Main
- Damen Almanach. August Prinz, Wesel 1842. Digitalisat Archive.org
- Oithono oder die Tempelweihe (1842)[15]
- Die gebrochenen Ketten (1844)[16]
- Das Weib im Conflict mit den socialen Verhältnissen (1847)[17]
- Der politische Tendenz-Prozeß gegen Gottschalk, Anneke und Esser. Verhandelt vor dem Assisen-Hofe zu Köln am 21., 22. und 23. Dezember 1848. hrsg. nach den Akten, nach Mittheilungen der Angeklagten und nach stenographischen Aufzeichnungen der mündlichen Verhandlungen. Verlag Neue Kölnische Zeitung, Köln 1848. Universität Köln
- Memoiren einer Frau aus dem badisch-pfälzischen Feldzuge. F. Anneke, Newmark 1853.[18]
- Das Geisterhaus in New-York. Ein Roman. Hermann Constable, Jena 1864. MDZ Reader
- Lesebuch Mathilde Franziska Anneke. Hg. und Nachwort von Enno Stahl. Bielefeld, Aisthesis 2015. (= Nylands Kleine Westfälische Bibliothek. 49.) ISBN 978-3-8498-1108-2. (Inhaltsverzeichnis [PDF-Datei].)